# Hypnella guayanensis
Hypnella guayanensis là một loài rêu trong họ Sematophyllaceae. Loài này được B. H. Allen & W.R. Buck mô tả khoa học đầu tiên năm 1990.